# Foil (nautica)

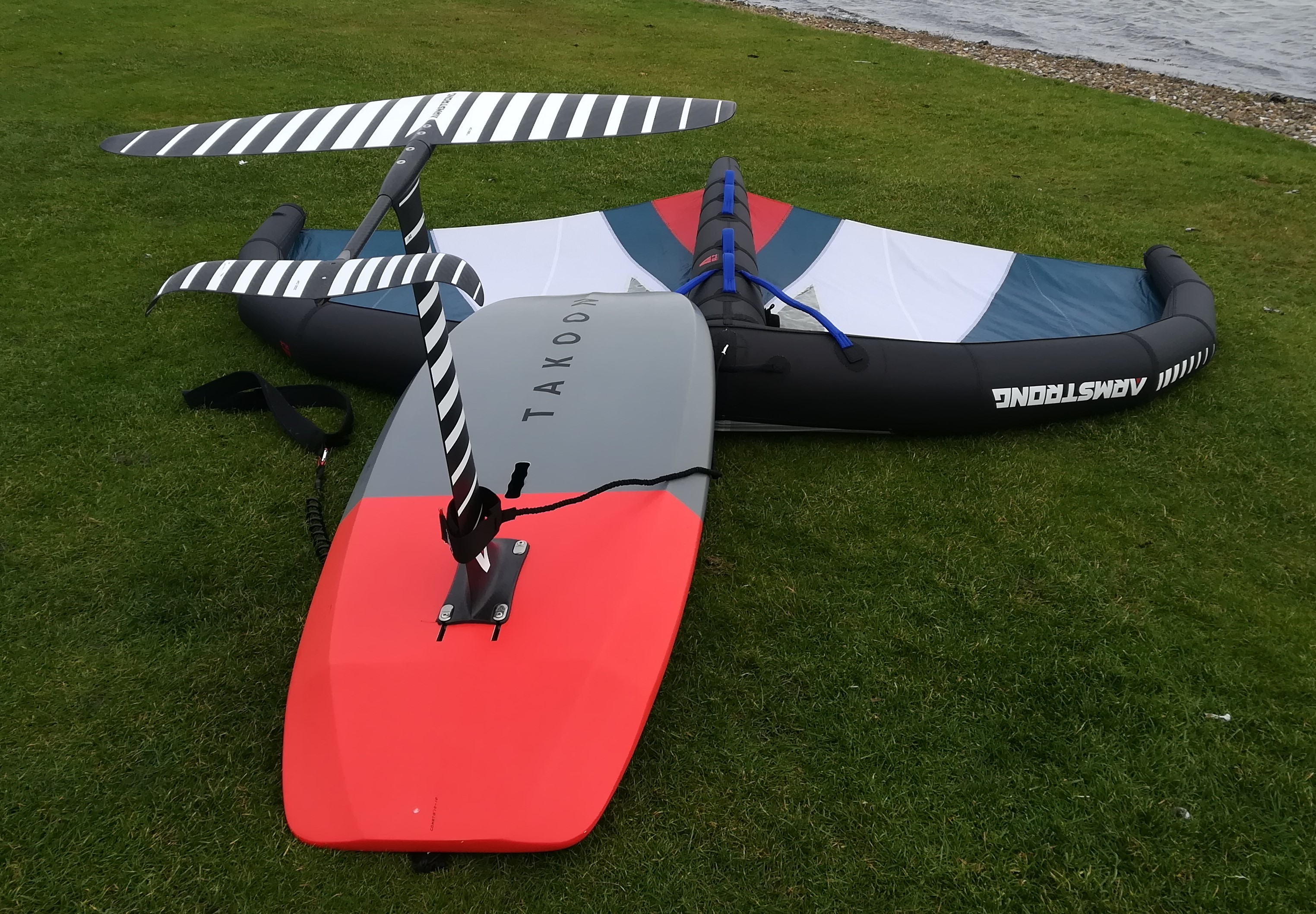
foil agganciato alla parte inferiore di una tavola da "wing foil"

I foil, contrazione di hydrofoil, idroali in italiano, sono delle superfici laminari immerse in un fluido che consentono, con l'aumento della velocità, di creare una spinta verso l'alto in un'imbarcazione, contrastando la gravità e permettendo il sollevamento dello scafo dall'acqua. Ciò riduce la resistenza che il fluido oppone all'avanzare dell'imbarcazione stessa e ne aumenta ulteriormente la velocità. Sono simili nell'aspetto e nello scopo ai profili alari usati dagli aeroplani.
Questa tecnologia è adoperata principalmente da aliscafi e imbarcazioni a vela ad alte prestazioni, dette, per l'appunto, foiling. Non mancano, tuttavia, applicazioni su windsurf e altre tipologie di tavole.
Alcune classi in ambito velico che usano la tecnologia dei foil sono l'AC75, il Nacra 17, il Moth e l'IQ Foil.

## Tecnologia
Le idroali consistono in una struttura alare posizionata sui montanti sotto lo scafo o attraverso le chiglie di un catamarano. Quando l'imbarcazione aumenta di velocità, gli elementi alettati sotto lo scafo sviluppano una portanza sufficiente per sollevare lo scafo fuori dall'acqua, riducendo notevolmente la resistenza dello scafo con l'acqua. Ciò fornisce un corrispondente aumento della velocità migliorando ulteriormente l'effetto.

Un'adozione più ampia di questa tecnologia, nell'ambito delle imbarcazioni a motore, è impedita dalla maggiore complessità di costruzione e manutenzione all'aumentare della dimensione dell'imbarcazione: l'utilizzo delle idroali diviene infatti esponenzialmente più costoso all'aumento della potenza sviluppata dall'imbarcazione e quindi la maggior parte degli aliscafi sono relativamente piccoli o vengono utilizzati principalmente come traghetti passeggeri ad alta velocità, dove le tariffe passeggeri relativamente elevate possono compensare l'alto costo dell'imbarcazione stessa.

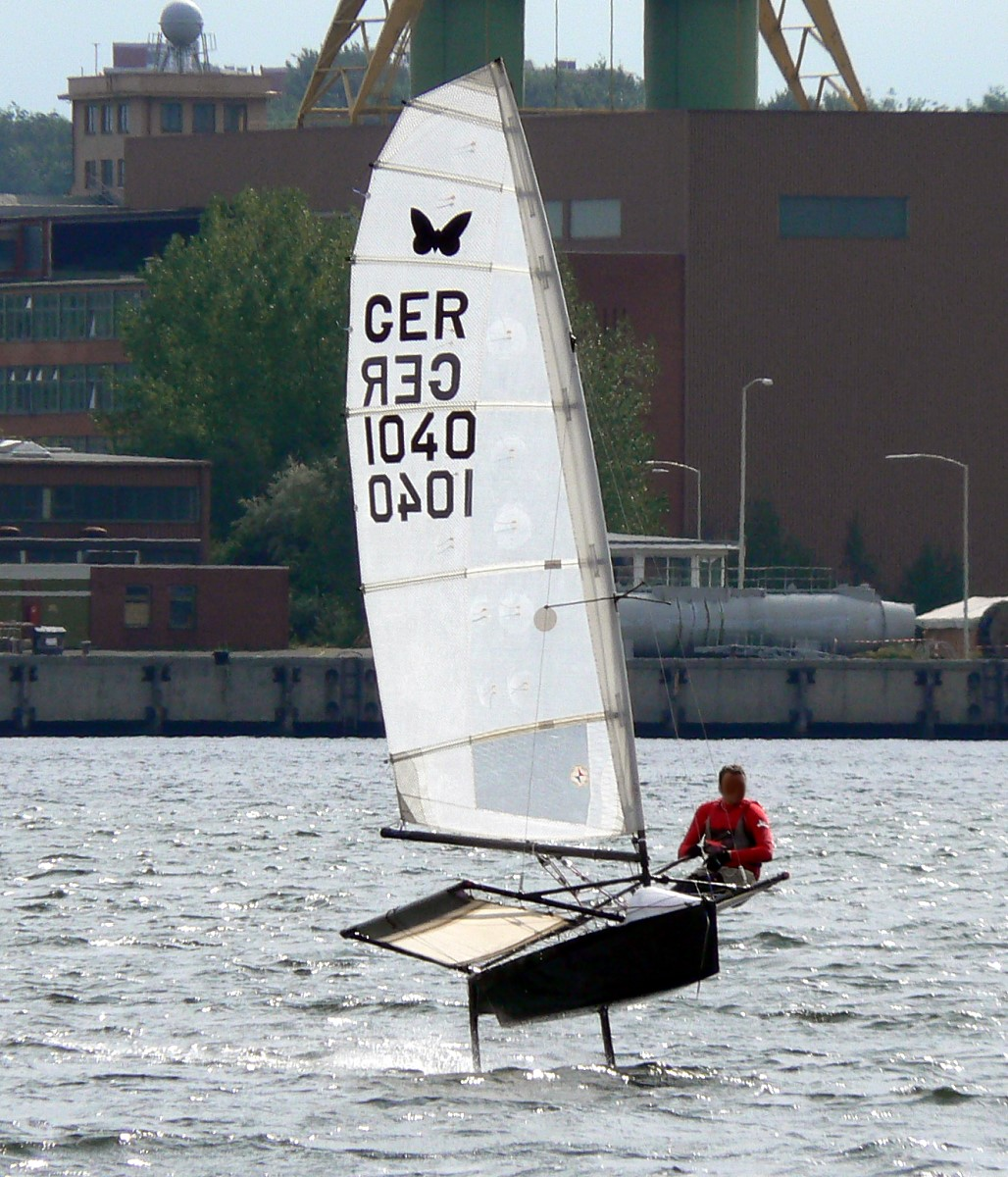
Moth in "volo" sui foil. Le appendici sono installate sulla pala del timone e sulla deriva.
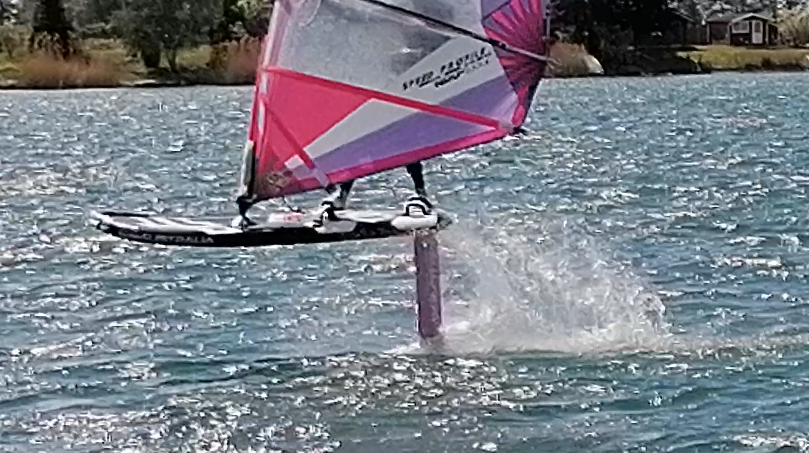
Foil applicato su un windsurf: si noti come la tavola sia del tutto sollevata dalla superficie dell'acqua.
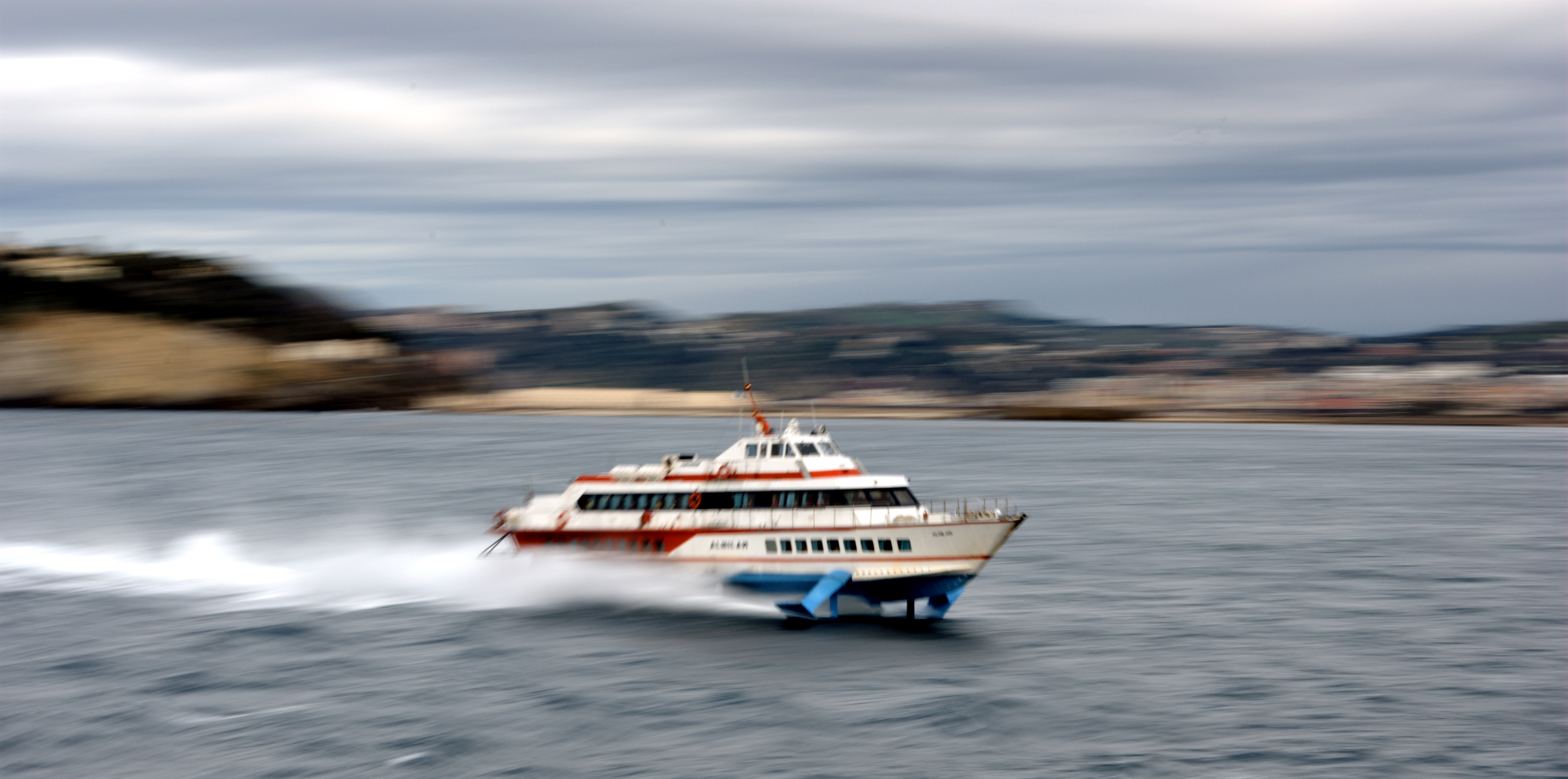
Aliscafo passeggeri nel golfo di Napoli

## Idrodinamica

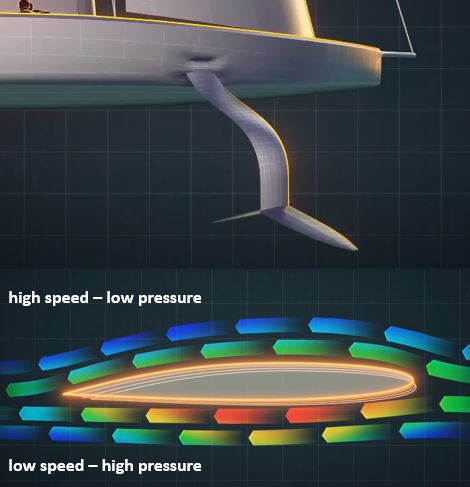
Velocità e pressioni nell'intorno dell'hydrofoil

Poiché aria e acqua, essendo entrambe fluidi, sono governate da equazioni simili, sebbene con livelli diversi di viscosità, densità e compressibilità, l'aliscafo e il profilo alare creano portanza in modi identici. La forma della lamina che si muove attraverso l'acqua, deviando il flusso verso il basso, seguendo le equazioni di Eulero, esercita una forza verso l'alto sulla lamina.
Questo movimento dell'acqua crea una pressione maggiore sul fondo della lamina e una pressione ridotta sulla parte superiore. Questa differenza di pressione è accompagnata da una differenza di velocità, secondo il principio di Bernoulli, quindi il campo di flusso risultante attorno alla lamina ha una velocità media più elevata su un lato rispetto all'altro.
Quando viene utilizzata come elemento di sollevamento su una barca foiling, questa forza verso l'alto solleva il corpo dell'imbarcazione, diminuendo la resistenza e aumentando la velocità. La forza di sollevamento alla fine si bilancia con il peso dell'imbarcazione, raggiungendo un punto in cui l'aliscafo non si solleva più fuori dall'acqua ma rimane in equilibrio.
Poiché la resistenza dell'acqua sullo scafo viene eliminata, quando questo si solleva sopra la superficie avviene un marcato aumento della velocità dell'imbarcazione. Nelle andature portanti, alcune tipologie di imbarcazioni a vela foiling possono raggiungere anche velocità triple rispetto a quella del vento reale.

## Svantaggi
Le idroali per uso commerciale o militare hanno avuto il loro picco di popolarità negli anni 1960 e 1970, per quanto riguarda le imbarcazioni a motore.
Da allora però c'è stato un costante declino nel loro uso, in quanto:
- gli aliscafi sono sensibili agli impatti con oggetti galleggianti e/o animali marini. In caso di urto, un aliscafo può cadere dalle lamine, il che spesso comporta situazioni di maggiore pericolo[5];
- gli aliscafi sono costosi da costruire. Una nave come il Boeing Jetfoil attualmente costa circa tre volte il prezzo di un equivalente traghetto passeggeri catamarano. I maggiori costi non sono sempre economicamente giustificabili dagli utenti;
- gli aliscafi sono tecnicamente complessi e richiedono un'elevata manutenzione, elemento principale che ha messo fine alla maggior parte dei progetti di aliscafi militari. La Marina degli Stati Uniti, ad esempio, ha sviluppato alcuni aliscafi tecnicamente molto avanzati, ma non è mai riuscita a rendere affidabili i complessi sistemi di propulsione e di controllo di marcia. Gli elevati costi associati, che rendevano i progetti non sostenibili, hanno portato alla loro sospensione.